# Koanophyllon
Koanophyllon là một chi gồm 115 loài thực vật có hoa thuộc họ Asteraceae. Chúng thường là các cây lâu năm hoặc cây bụi (ít khi là cây leo hoặc cây gỗ) và là loài bản địa của Nam Mỹ, Trung Mỹ, Tây Ấn, Mexico, với một vài loài phân bố tới tận Hoa Kỳ. Hoa có màu trắng tới hơi hồng (đôi khi có màu tím).
Riêng Cuba có 21 loài đặc hữu, bảy trong số đó mọc ở nền đất xecpentin, và một số khác hấp thu các khoáng chất như kền và măngan.

## Danh sách loài
Koanophyllon có các loài sau:
- Koanophyllon adamantium (Gardner) R.M.King & H.Rob.
- Koanophyllon albicaulis (Sch.Bip. ex Klatt) R.M.King & H.Rob.
- Koanophyllon andersonii
- Koanophyllon atroglandulosum (Alain) R.M.King & H.Rob.
- Koanophyllon ayapanoides (Griseb.) R.M.King & H.Rob.
- Koanophyllon baccharifolium (Gardner) R.M.King & H.Rob.
- Koanophyllon barahonense (Urb.) R.M.King & H.Rob.
- Koanophyllon breviflorum (Alain) R.M.King & H.Rob.
- Koanophyllon bullescens
- Koanophyllon cabaionum
- Koanophyllon calcicola
- Koanophyllon celtidifolium
- Koanophyllon chabrense
- Koanophyllon chalceorithales
- Koanophyllon clementis
- Koanophyllon conglobatum
- Koanophyllon consanguineum
- Koanophyllon constanzae
- Koanophyllon correlliorum
- Koanophyllon coulteri
- Koanophyllon cubense
- Koanophyllon cyanchifolium
- Koanophyllon cynanchifolium
- Koanophyllon delpechianum
- Koanophyllon dolicholepis
- Koanophyllon dolphinii
- Koanophyllon droserolepis
- Koanophyllon dukei
- Koanophyllon eitenii
- Koanophyllon ekmanii
- Koanophyllon flavidulum
- Koanophyllon flexilis
- Koanophyllon fuscum
- Koanophyllon gabbii
- Koanophyllon galeanum
- Koanophyllon galeottii
- Koanophyllon gibbosum
- Koanophyllon gracilicaule
- Koanophyllon gracilipes
- Koanophyllon grandiceps
- Koanophyllon grisebachianum
- Koanophyllon guerreroana
- Koanophyllon gundlachii
- Koanophyllon hammatocladum
- Koanophyllon hardwarense
- Koanophyllon helianthemoides
- Koanophyllon heptaneurum
- Koanophyllon hidrodes
- Koanophyllon hotteanum
- Koanophyllon huantae
- Koanophyllon hylonomum
- Koanophyllon hypomalacum
- Koanophyllon incisum
- Koanophyllon isillumense
- Koanophyllon iteophyllum
- Koanophyllon jaegeranum
- Koanophyllon jaegerianum
- Koanophyllon jensenii
- Koanophyllon jenssenii
- Koanophyllon jinotegense
- Koanophyllon jugipaniculatum
- Koanophyllon juninense
- Koanophyllon kavanayense
- Koanophyllon lindenianum
- Koanophyllon littorale
- Koanophyllon lobatifolium
- Koanophyllon longifolium
- Koanophyllon maestrense
- Koanophyllon mesoreopolum
- Koanophyllon microchaeteum
- Koanophyllon microchaetum
- Koanophyllon mimica
- Koanophyllon mimicum
- Koanophyllon minutifolium
- Koanophyllon miragoanae
- Koanophyllon monanthum
- Koanophyllon montanum
- Koanophyllon mornicola
- Koanophyllon muricatum
- Koanophyllon myrtilloides
- Koanophyllon nervosum
- Koanophyllon nudiflorum
- Koanophyllon obtusissimum
- Koanophyllon oligadenium
- Koanophyllon pachyneurum
- Koanophyllon palmeri
- Koanophyllon panamensis
- Koanophyllon paucicrenatum
- Koanophyllon peninsulare
- Koanophyllon peninsularis
- Koanophyllon phanioides
- Koanophyllon picardae
- Koanophyllon pittieri
- Koanophyllon plicata
- Koanophyllon polyodon
- Koanophyllon polystichum
- Koanophyllon polystictum
- Koanophyllon porphyrocladum
- Koanophyllon prinodes
- Koanophyllon pseudoperfoliatum
- Koanophyllon puberulum
- Koanophyllon quisqueyanum
- Koanophyllon ravenii
- Koanophyllon reversum
- Koanophyllon reyrobinsonii
- Koanophyllon rhexioides
- Koanophyllon richardsonii
- Koanophyllon rubroviolaceum
- Koanophyllon rzedowskii
- Koanophyllon sagasteguii
- Koanophyllon scabriusculum
- Koanophyllon sciatraphes
- Koanophyllon selleanum
- Koanophyllon semicrenatum
- Koanophyllon silvaticum
- Koanophyllon simile
- Koanophyllon simillimum
- Koanophyllon sinaloensis
- Koanophyllon solidaginifolia
- Koanophyllon solidaginifolium
- Koanophyllon solidaginoides
- Koanophyllon sorensenii
- Koanophyllon standleyi
- Koanophyllon stipulifera
- Koanophyllon stipuliferum
- Koanophyllon subpurpureum
- Koanophyllon tapeinanthum
- Koanophyllon tatei
- Koanophyllon tetranthum
- Koanophyllon thysanolepis
- Koanophyllon tinctoria
- Koanophyllon tricephalotes
- Koanophyllon tripartitum
- Koanophyllon triradiatum
- Koanophyllon turquinense
- Koanophyllon villosum
  - Koanophyllon villosum subsp. cubense
  - Koanophyllon villosum subsp. cyanchifolium
  - Koanophyllon villosum subsp. cynanchifolium
  - Koanophyllon villosum var. lindenianum
- Koanophyllon wetmorei